# Тілопо білогорлий
Тілопо білогорлий (Ptilinopus pulchellus) — вид голубоподібних птахів родини голубових (Columbidae). Мешкає на Новій Гвінеї та на сусідніх островах.

## Опис
Довжина птаха становить 19 см, вага 70-80 г. Виду не притаманний статевий диморфізм. На лобі яскрава малинова пляма, горло біле, шия і груди сизуваті. Пір'я на грудях має роздвоєний кінчик. Живіт яскраво-жовтий. У самців живіт від грудей відділяє нечітка фіолетова смуга, у самиць вона дещо тьмяніша. Гузка оранжева. Верхня частина тіла темно-зелена з бронзовим відтінком. Дзьоб роговий, очі оранжеві, під очима жовті напівкільця. Лапи яскраво-червоні.

## Поширення і екологія
Юілогорлі тілопо мешкають на Новій Гвінеї та на островах Західного Папуа. Вони живуть у вологих рівнинних тропічних лісах і садах. Зустрічаються на висоті до 1370 м над рівнем моря. Живляться ягодами і дрібними плодами. В кладці одне яйце.

## Галерея

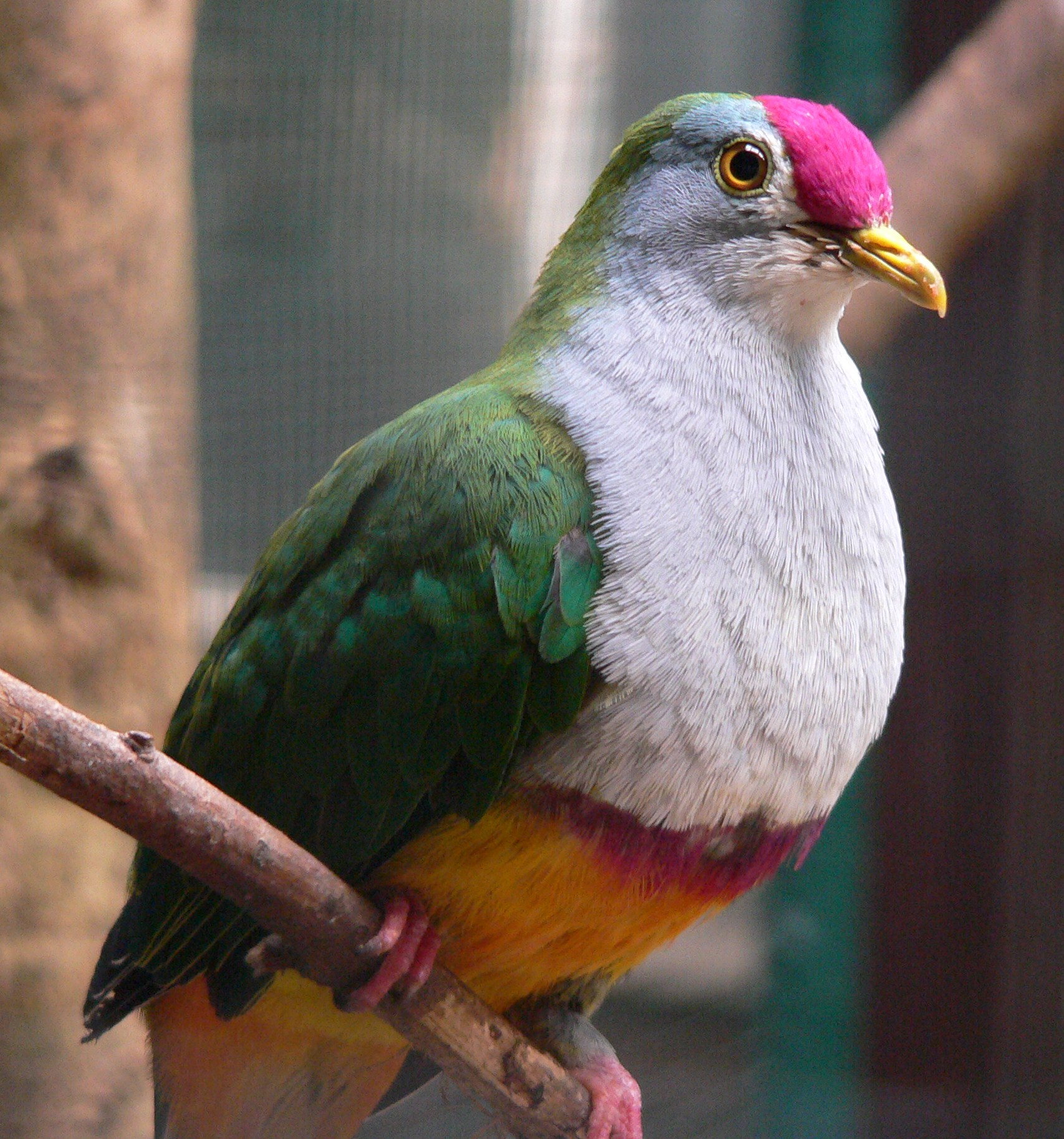
Білогорлий тілопо
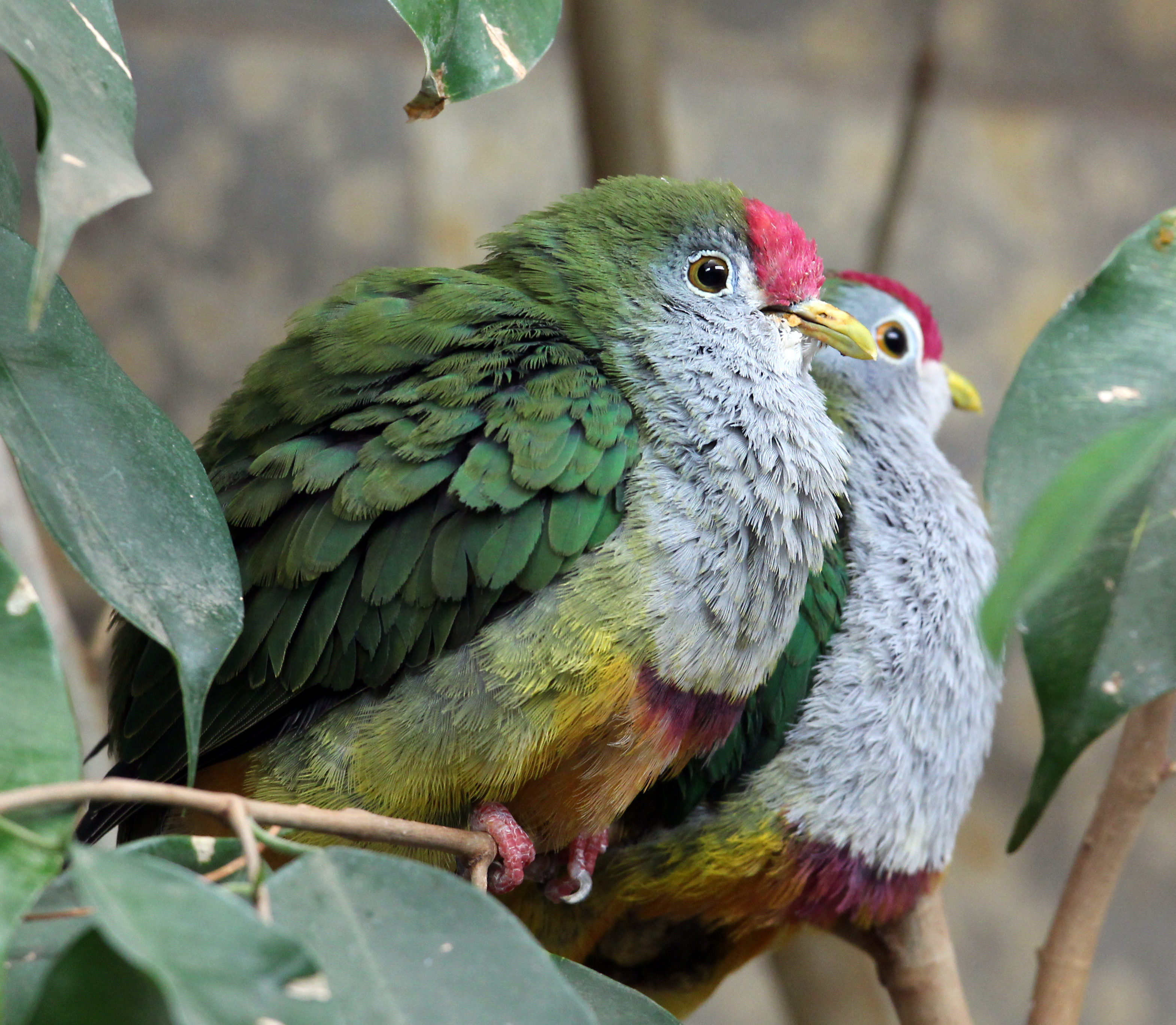
Пара білогорлих тілопо